# Política do poder
A política do poder ou Machtpolitik (vindo da Língua alemã), é um Estado que nas relações internacionais é soberano para proteger seus próprios interesses, ameaçando uns aos outros com políticas de agressão militar, econômica e inclusive de políticos. O termo foi o título de um livro de Martin Wight em 1979 que o The Times Literary Supplement listou como o 18º livro mais influente desde a Segunda Guerra Mundial.
A política do poder é essencialmente uma forma de compreender o mundo das relações internacionais: os países competem por recursos do mundo e a vantagem de uma nação é manifestamente capaz de prejudicar os outros. Prioriza o interesse nacional sobre o interesse de outras nações ou comunidade internacional.
As técnicas da política do poder podem incluir, mas não estão limitados ao conspícuo do desenvolvimento nuclear, do ataque preventivo, da chantagem, a aglomeração de bases militares em uma fronteira, a imposição de tarifas ou sanções, hard e soft power, operações encobertas, "guerras de mentira" e guerra.